# Lista zamachów terrorystycznych w latach 2001–2007
Niniejsza lista przedstawia w porządku chronologicznym udane bądź nieudane zamachy terrorystyczne z lat 2001-2007.

## 2001
- 18 lutego – zamach na autobus w Podujevie w północnym Kosowie
- 1 czerwca – zamach w nocnym klubie w Tel Awiwie (Izrael)
- 9 sierpnia – zamach w pizzerii w Jerozolimie (Izrael)
- 10 sierpnia – zamach w pociągu pasażerskim w Luandzie (Angola)
- 11 września – Zamach na World Trade Center i Pentagon

## 2002
- 9 maja – zamach bombowy w Kaspijsku (Rosja)
- 6 października – zamach na tankowiec Limburg u wybrzeży Jemenu.
- 12 października – zamach islamskich terrorystów w kurorcie Kuta na Bali (Indonezja)
- 23-26 października – atak czeczeńskich terrorystów na Centrum Teatralne na Dubrowce w Moskwie
- 28 października – Zamach na hotel i próba zestrzelenia samolotu w Mombasie
- 27 grudnia – zamach bombowy dokonany przez czeczeńskich partyzantów na siedzibę prorosyjskiego rządu Czeczenii w Groznym

## 2003
- 5 stycznia – dwa wybuchy bombowe w Tel Awiwie (Izrael)
- 16 maja – zamachy w Casablance
- 11 czerwca – wybuch bomby podłożonej przez Hamas w pobliżu bazaru w Jerozolimie (Izrael)
- 5 lipca – samobójczy atak przy kasach biletowych w Moskwie
- 1 sierpnia – eksplozja ciężarówki z materiałem wybuchowym na dziedzińcu szpitala Północnokaukaskiego Okręgu Wojskowego w Mozdoku (Północna Osetia)
- 7 sierpnia – zamach na ajatollaha al-Hakima w Nadżafie (Irak)
- 19 sierpnia – samobójczy (Islamski Dżihad) atak na autobus w Jerozolimie (Izrael)
- 19 sierpnia – eksplozja ciężarówki przed siedzibą ONZ w Bagdadzie (Irak)
- 12 listopada – zamach na kwaterę włoskiej policji w Nasirijji (Irak)
- 15 listopada – zamach na dwie synagogi w Stambule (Turcja)
- 20 listopada – zamach na konsulat brytyjski i bank HSBC w Stambule

## 2004
- 18 stycznia – eksplozja samochodu pułapki w Bagdadzie (Irak)
- 6 lutego – eksplozja w moskiewskim metrze
- 10 lutego – wybuch samochodu-pułapki koło posterunku policji w Iskandariji (Irak)
- 11 lutego – zamach samobójczy przed ośrodkiem rekrutacyjnym do armii irackiej w Bagdadzie (Irak)
- 2 marca – do serii wybuchów podczas ważnego dla szyitów święta Aszura doszło w Bagdadzie i Karbali (Irak)
- 11 marca – zamach w Madrycie
- 29 maja – atak na instalacje naftowe i osiedle dla cudzoziemców w Al-Chubar (Arabia Saudyjska)
- 24 lipca – wybuch bomby przed ambasadą USA w Taszkencie (Uzbekistan)
- 24 sierpnia – według FSB wybuchy bomb powodują katastrofy dwóch samolotów liniowych, pod Tułą i Rostowem nad Donem
- 31 sierpnia – wybuch bomby przed stacją metra w Moskwie
- 1-3 września – atak zbrojny na szkołę w Biesłanie (Osetia Północna)
- 7 października – zamach bombowy w Tabie w Egipcie

## 2005
- 7 kwietnia – zamachowiec-samobójca wysadza się w powietrze na bazarze Khan al-Khalili w Kairze
- 7 lipca – zamach w Londynie
- 21 lipca – zamach w Londynie
- 23 lipca – zamachy bombowe w Szarm el-Szejk (Egipt)
- 13 października – czeczeńscy rebelianci dokonują ataku na budynki władz federalnych w Nalczyku
- 9 listopada – Zamach na hotele w Ammanie

## 2006
- 22 lutego – zamach bombowy na meczet al-Askarija w Samarze
- 24 kwietnia – zamachy bombowe w Dahab
- 15 czerwca – zamach na Sri Lance
- 11 lipca – 7 eksplozji w pociągach i na stacjach sieci kolei podmiejskiej w Bombaju (Indie).
- 13 sierpnia – wybuch dwóch granatów w trolejbusie w Tyraspolu
- 21 sierpnia – wybuch na Targowisku Czerkizowskim w Moskwie (dokonany przez organizację „Zbawiciel”)
- 16 października – atak terrorystyczny na Sri Lance, zginęły 92 osoby
- 30 grudnia – wybuch bomby podłożonej przez ETA na lotnisku Barajas pod Madrytem (więcej)
- 31 grudnia – zamachy bombowe w Bangkoku

## 2007
- 3 lutego – wybuch ciężarówki na targowisku w Bagdadzie
- Zamach bombowy w Indiach 19 lutego 2007 – wybuch bomb w pociągu „Przyjaźń” kursującym pomiędzy Indiami a Pakistanem
- 27 marca – zamach bombowy w Tal Afar (Irak)
- 11 kwietnia – zamach bombowy w Algierze
- 12 kwietnia – zamach na parlament Iraku w Bagdadzie
- 29 czerwca – nieudane zamachy bombowe w Londynie
- 30 czerwca – zamach na lotnisko w Glasgow
- 2 lipca – Zamach bombowy w Jemenie
- 14 sierpnia – zamachy bombowe w Kahtaniji – 796 zabitych, 1562 rannych
- 1 października – atak na Ambasadę USA w Wiedniu
- 18 października – zamach bombowy w Karaczi
- 6 listopada – zamach bombowy w Baghlan w Afganistanie
- 11 grudnia – zamachy bombowe w Algierze
- 12 grudnia – zamachy bombowe w Amara
- 27 grudnia – zamach na Benazir Bhutto